# Marianne Strunk-Hilgers
Marianne Strunk-Hilgers (geb. Hilgers; * 1931 in Mönchengladbach; † 14. April 2025) war eine deutsche Glasmalerin und Mosaikkünstlerin. Sie gestaltete zahlreiche Fenster und Wandarbeiten im kirchlichen und öffentlichen Raum, vor allem in Mönchengladbach und am Niederrhein.

## Leben und Werk
Strunk-Hilgers studierte von 1949 bis 1953 Glasmalerei und Mosaik an der Werkkunstschule Krefeld. Ab 1953 war sie als freischaffende Künstlerin tätig. 1959 heiratete sie den Maler und Bildhauer Wilhelm Josef Strunk, mit dem sie 1969 die Galerie Strunk-Hilgers im Stadtteil Odenkirchen gründete.
Zu ihren Werken zählen unter anderem die Fenster der Pfarrkirche St. Laurentius in Odenkirchen, Kunstverglasungen in der Kapelle Wetschewell, sowie das Wappenmosaik der ehemaligen Stadt Odenkirchen, das 1998 an der Burganlage Odenkirchen angebracht wurde. Auch die aus drei Fenstern bestehende Front des Rheydter Rathauses wurde von ihr gestaltet.
Ihre Arbeiten wurden mehrfach ausgestellt, unter anderem 1956 und 2006 im Museum Schloss Rheydt. Teile ihres künstlerischen Nachlasses gingen an das Museum.
Marianne Strunk-Hilgers verstarb im April 2025 im Alter von 94 Jahren.